# Richard Damberger
Richard Damberger (* 29. August 1932 in Salzburg; † 5. Februar 1990 ebenda) war ein österreichischer Maler.
Damberger absolvierte eine Lehre als Schriftenmaler, danach war er in diesem Beruf und als Graphiker tätig. Erst 1972 begann er zu malen. Bekannt wurde er durch seine Aquarelle, später kamen Ölbilder dazu. Das Landesmuseum Oberösterreich erwarb 1977 Werke von Richard Damberger.